# イオタラム酸
イオタラム酸（英語: iotalamic acid、商品名Conray）は、ヨウ素を含有する放射線造影剤の一つ。イオタラム酸ナトリウムとイオタラム酸メグルミンという塩の形で入手できる。静脈内または膀胱内に投与することができる。
放射性製剤として、イオタラム酸ナトリウムI-125注射液（商品名Glofil-125）もある。腎臓病の診断やモニタリングにおける糸球体濾過量の評価に適応される。